# Decameron (filme)
Decameron é um filme franco-teuto-italiano de 1971, gênero comédia dramática, dirigido por Pier Paolo Pasolini.
Trata-se duma adaptação de nove histórias do Decameron, de Giovanni Boccaccio, coleção de cem novelas escritas entre 1348 e 1353, considerada marco literário na ruptura entre a moral medieval e o realismo, substituindo o divino pela natureza como móvel da conduta humana. Lançando mão de doses de humor satírico, o filme é dividido em nove histórias, que compõem um painel da vida social na Itália medieval.